# 海格利公园
哈格利公园（Hagley Park）是新西兰基督城最大的城市开放空间（164,637 公顷），由省政府于1855年创建。根据当时的政府法令，哈格利公园“被永久保留为公园，开放供公众休闲娱乐。”哈格利公园的特点是树木和广阔的空地。

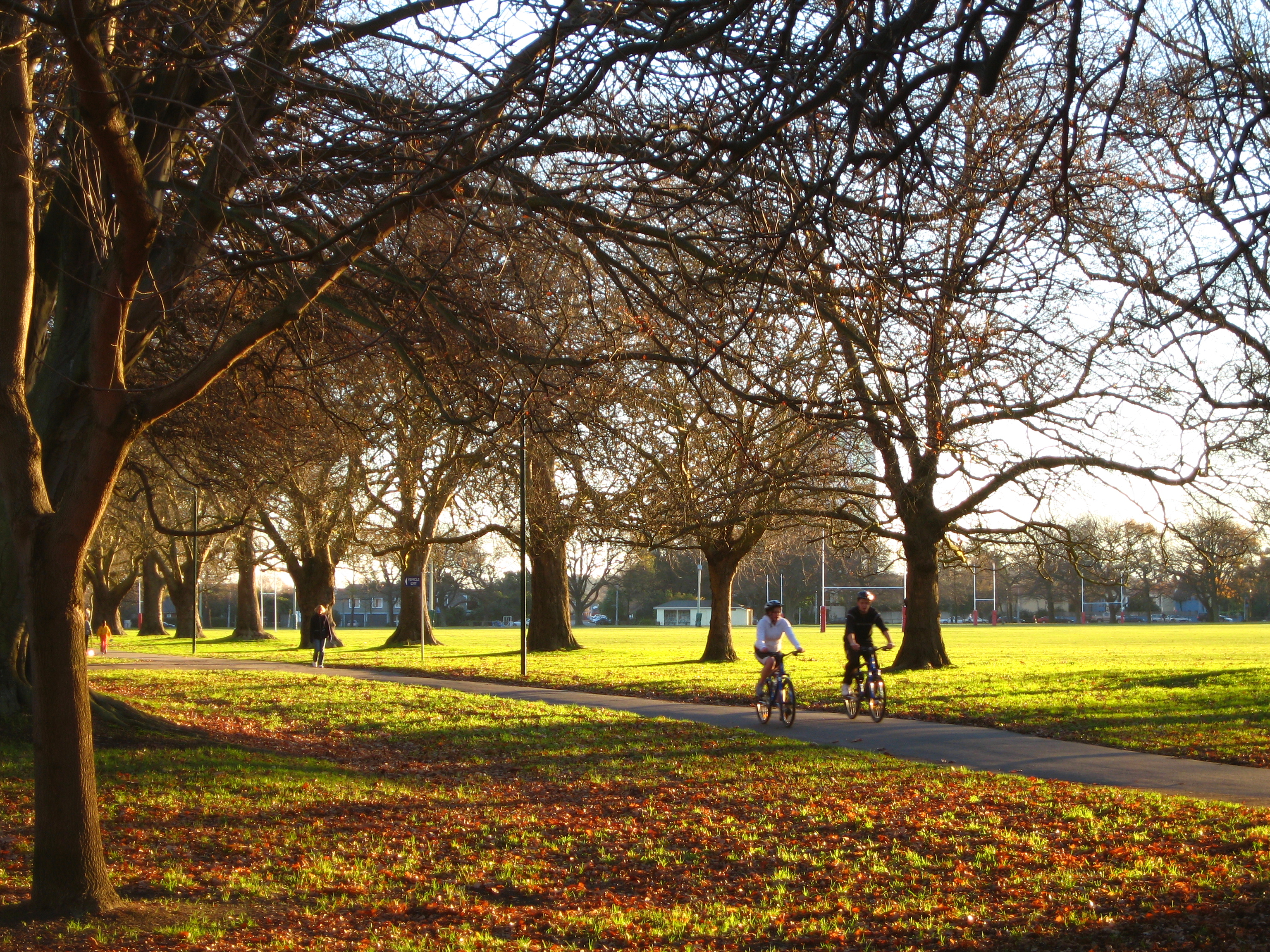
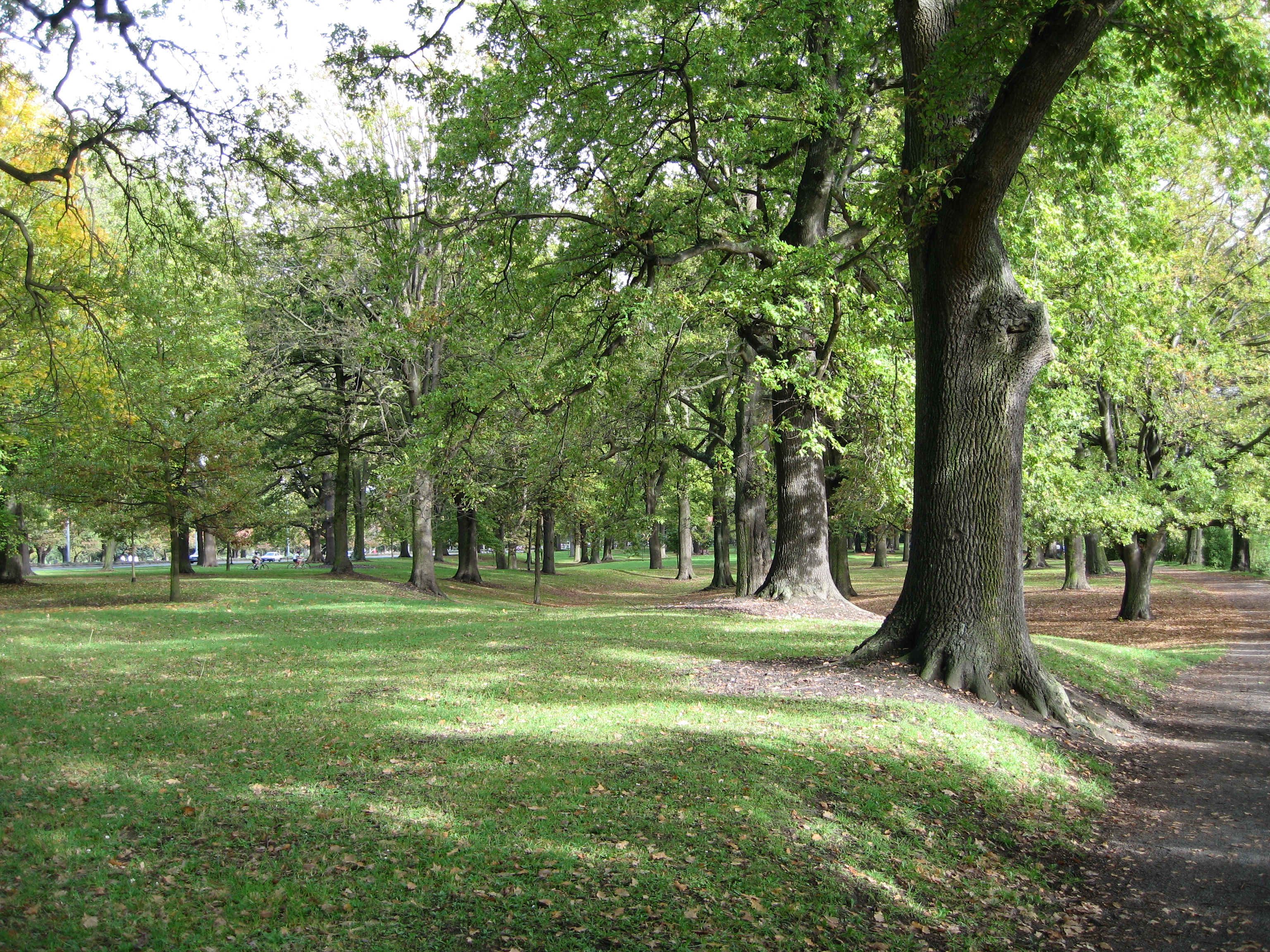
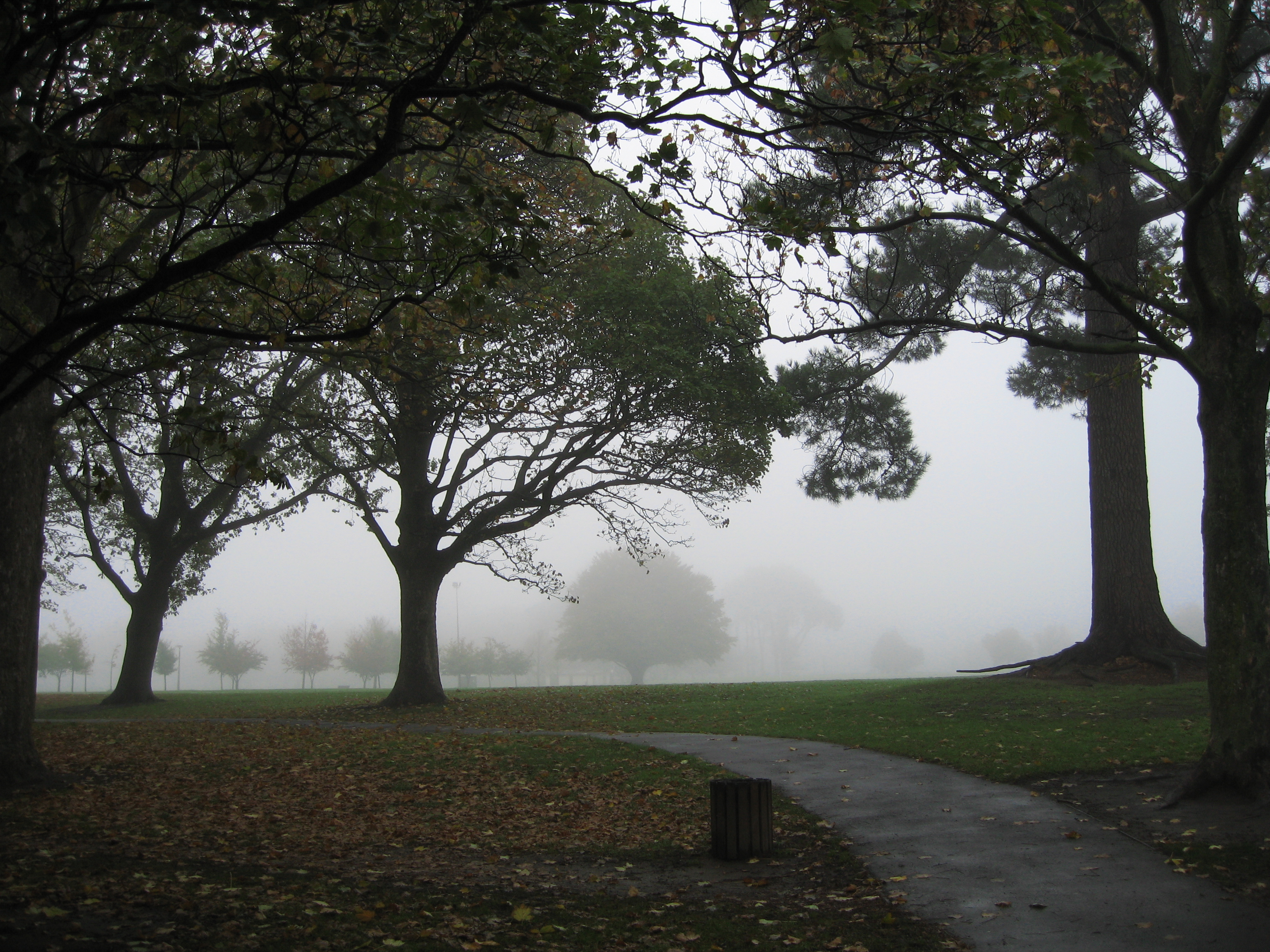
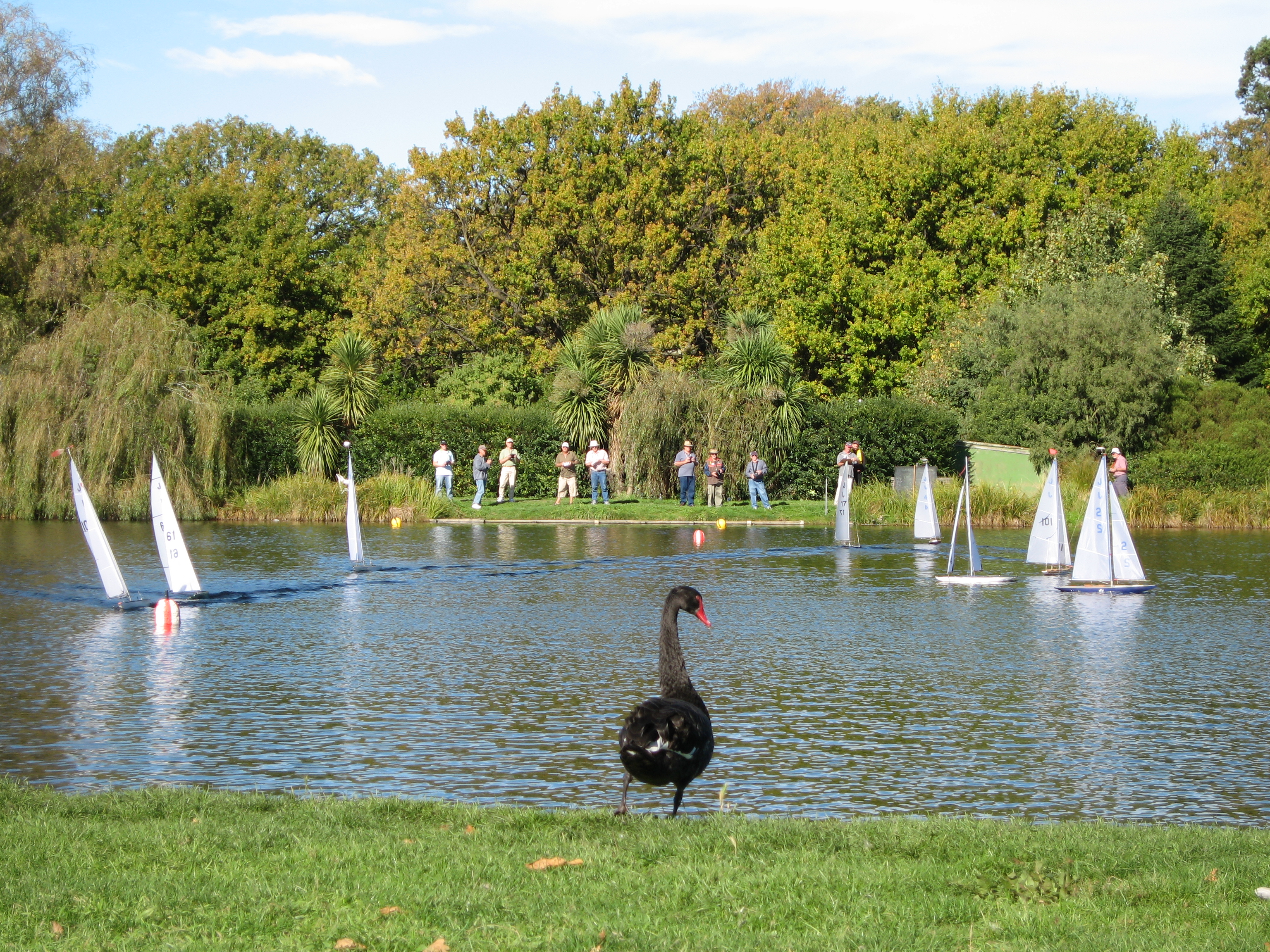
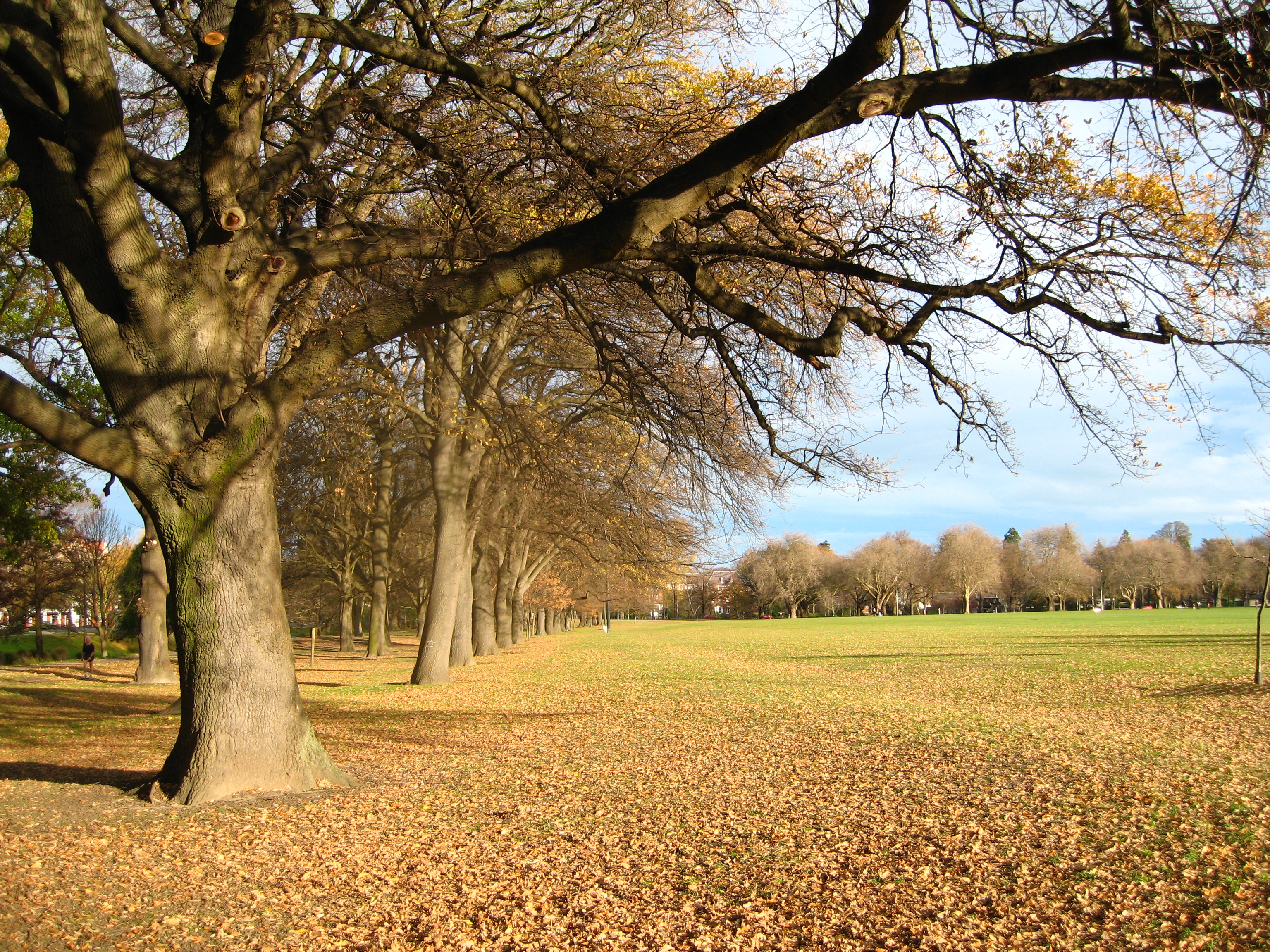